# Калныньш, Эдуард Андреевич
Эдуард Калныньш (Эдуард Андреевич Кальнин; латыш. Eduards Kalniņš; 31 декабря 1876, Платерская волость — 28 июня 1964 года, Лос-Анджелес) — генерал латвийской армии.
Подполковник РИА. Военный министр Латвии. Инспектор артиллерии. Преподаватель военного дела. Участник Русско-японской войны. Был в плену у японцев, освобождён в 1906 году. В 1919 году 17 января вступил в латвийскую армию. Кавалер ордена Трёх звезд 2 и 2 степени.
Один из подписантов Меморандума Центрального Совета Латвии от 17 марта 1944 года.
В 1954 году эмигрировал в США.